# Cerov Log
Cerov Log – wieś w Słowenii, w gminie Šentjernej. W 2018 roku liczyła 220 mieszkańców.